# إيقاع الغابة (فلم رسوم متحركة)
إيقاع الغابة (Jungle Rhythm) هو فيلم رسوم متحركة أمريكي قصير لـميكي ماوس صدر لأول مرة في 15 نوفمبر 1929، كجزء من سلسلة أفلام ميكي ماوس.  كان هذا هو الفيلم القصير الثالث عشر لميكي ماوس الذي تم إنتاجه، والعاشر لعام 1929. 

## حبكة
يتجول ميكي ماوس في الغابة ويصادف العديد من الحيوانات، بما في ذلك الفيلة والقرود والأسود . يبدأ قرد وببغاء في عزف نغمة على أكورديون ميكي، ويتحول الأمر إلى حفل موسيقي لحيوانات الغابة. يرقص ميكي مع أسد ودب وزوج من القرود على أنغام أغنية الملحن النمساوي يوهان شتراوس الابن " الدانوب الأزرق ". ثم ترقص نعامتان بينما يعزف ميكي نشيد الوداع " على ساكسفون. ويستمر ميكي في غناء بعض الأغاني، وتصفق الحيوانات ابتهاجًا.

## إرث
كان إيقاع الغابة مصدر إلهام لقصة المغامرة الأولى في شريط ميكي ماوس الهزلي عام 1930. 

## استقبال

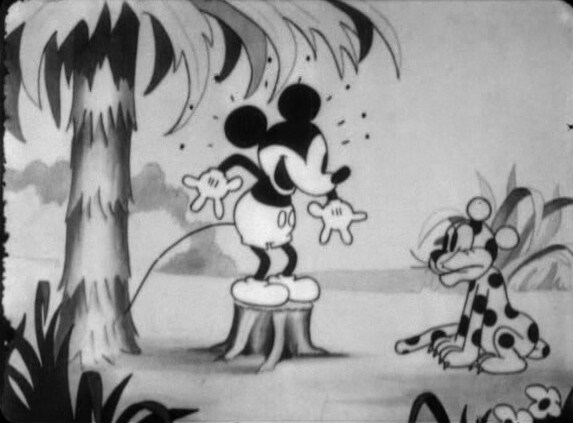
ميكي يشعر بالفضول نحو النمر في إحدى مشاهد الفيلم

واجهت شركة ديزني بعض المشاكل مع الرقابة الحكومية بسبب مشهد الأسد الذي يرقص الهولا بشكل مثير للانتباه. 
في كتابه "أفلام ميكي: الأفلام المسرحية لميكي ماوس" ، كتب جيس جروب: "يعتبر فيلم إيقاع الغابة واحدًا من أكثر الأفلام المبكرة المملة لـميكي ماوس: لا توجد حبكة، ولا حوار، ولا أغنية، وتشبه روتينات الرقص أسوأ ما في فيلم سيمفونيات سخيفة المعاصر. علاوة على ذلك، لا يزال من غير الواضح ما الذي يفعله ميكي، الذي كنا نعرفه حتى الآن أنه يعيش في حظيرة ويعيش في بلدة صغيرة، في الغابة". 
في مشروع فيلم ديزني ، لاحظ رايان كيلباتريك: "إن الرقصات التي صممها أوب إيوركس السخيفة مسلية باستمرار. نحصل على قردين في تسلسل واحد ونعامتين في تسلسل آخر. نحصل أيضًا على أسد يدفع ببدته إلى الأسفل لاستخدامها كتنورة عشبية وتصبح راقصة هولا. كل الثلاثة عبارة عن رسوم متحركة رائعة وممتعة للمشاهدة، حتى لو لم تكن مدفوعة بالقصة بالضرورة." 